# Lissodema guamense
Lissodema guamense is een keversoort uit de familie platsnuitkevers (Salpingidae). De wetenschappelijke naam van de soort werd in 1942 gepubliceerd door Kenneth Gloyne Blair.